# Annty Landherr
Annty Ann-Christine Margot Landherr Berlin, född Wage 13 maj 1938 i Bromma, är en svensk animatör, TV-producent, reporter, fotograf, scripta, regissör och författare. 
Annty Landherr ingick sitt första äktenskap 1957 med Thomas Landherr. Med sin andra make, författaren Lars-Ola Borglid, publicerade hon två böcker. Hon är i sitt tredje äktenskap änka efter Sven Berlin.

## Teater

### Roller (ej komplett)
| År   | Roll        | Produktion                | Regi            | Teater                                 |
| ---- | ----------- | ------------------------- | --------------- | -------------------------------------- |
| 1970 | Medverkande | Pigge Lunk Gösta Knutsson | Agneta Ginsburg | Scalateatern Flyttad till Maximteatern |